# Scharrachbergheim-Irmstett
Scharrachbergheim-Irmstett är en kommun i departementet Bas-Rhin i regionen Grand Est (tidigare regionen Alsace) i nordöstra Frankrike. Kommunen ligger i kantonen Wasselonne som tillhör arrondissementet Molsheim. År 2022 hade Scharrachbergheim-Irmstett 1 320 invånare.

## Befolkningsutveckling
Antalet invånare i kommunen Scharrachbergheim-Irmstett
| Referens: INSEE |